# ジョゼ・エンヒキ・ダ・シウヴァ・ドゥラード
エンヒキ・ドウラード (Henrique Dourado) ことジョゼ・エンヒキ・ダ・シウヴァ・ドウラード（José Henrique da Silva Dourado, 1989年9月15日 - ）は、ブラジル・グアルーリョス出身のサッカー選手。クルゼイロEC所属。ポジションはフォワード（センターフォワード）。

## クラブ歴

### 初期
2007年にフラメンゴ-SPでトップチームの選手となった。2009年にCAレメンセに加入、サンパウロ州2部リーグで14得点を記録した。

### サンジョアン
2010年にウニオン・サンジョアンECに加入。2011年8月にECサント・アンドレへ期限付き移籍となった。同月21日のジョインヴィレEC戦で移籍後初出場、翌月のGEブラジウ戦では移籍後初得点を記録した。9月にはシアノルチFCへ、翌年からはシャペコエンセにレンタルとなった。シャペコエンセでは8試合5得点を記録してクラブのセリエB昇格に貢献した。

### モジミリン
2012年12月にモジミリンECへ完全移籍。2013年1月20日のAAポンチ・プレッタ戦で初出場、31日のSCコリンチャンス・パウリスタ戦で初得点。4月27日のボタフォゴ-SPとの試合でハットトリックを決めた。

### ミラソウ
2013年にミラソウFCに加入。5月21日に1年の期限付き移籍でサントスFCに加入すると、5日後にカンピオナート・ブラジレイロ・セリエA初出場を飾った。しかしリーグでの出場は3試合に止まり、9月9日にポルトゥゲーザに期限付き移籍。自身は3得点を記録したがクラブは12位で降格した。2014年4月28日にSEパウメイラスに年末までの契約で期限付き移籍。2015年はクルゼイロECにローンとなったが振るわず、7月に契約を打ち切る。同月からポルトガルのヴィトーリア・ギマランイスに2015-16シーズン中期限付き移籍した。

### フルミネンセ
2016年7月5日にフルミネンセFCに4年契約で完全移籍。背番号は自身の生年に因み89番となった。2017年のタッサ・グアナバラ決勝ではチームの3点目を決めた事により延長戦、そしてPK戦に突入し勝利を掴んだ。また同年はカンピオナート・ブラジレイロ・セリエAで18得点し、ジョーとともに得点王に輝いた。

### フラメンゴ
2018年2月1日にCRフラメンゴに移籍、移籍金は1100万レアルで所有権の75%を買い取った。

### 河南建業
2019年3月1日に河南建業足球倶楽部に移籍。同年7月30日、パウメイラスにローンの形で復帰。負傷や外国人枠の関係で放出を望んだ河南建業の意向もあり、無償での貸し出しとなった。

### クルゼイロ
2023年4月18日、クルゼイロECに移籍した。

## タイトル
- カンピオナート・ブラジレイロ・セリエA得点王 : 2017（18得点）[20]
- プレミオ・クラッキ・ド・ブラジレイロン : 2017[21]